# 布拉德利 (阿肯色州)
布拉德利（英語：Bradley）是一個位於美國阿肯色州拉法葉縣的城市。

## 地理
布拉德利的座標為33°05′55″N 93°39′27″W / 33.09861°N 93.65750°W，而該地的平均海拔高度為77米（即253英尺）。

## 人口
根據2020年美國人口普查的數據，布拉德利的面積為2.36平方千米，當中陸地面積為2.36平方千米，而水域面積為0.00平方千米。當地共有人口405人，而人口密度為每平方千米171人。